# Peromyscus eremicus
Peromyscus eremicus är en däggdjursart som först beskrevs av Baird 1858.  Peromyscus eremicus ingår i släktet hjortråttor, och familjen hamsterartade gnagare. IUCN kategoriserar arten globalt som livskraftig. Inga underarter finns listade i Catalogue of Life.
Denna gnagare når en kroppslängd (huvud och bål) av 72 till 100 mm, en svanslängd av 84 till 120 mm och en vikt mellan 18 och 40 g. De flesta individer väger omkring 20 g. Honor är allmänt större och tyngre än hannar. Peromyscus eremicus har ofta en ljusbrun längsgående strimma på ryggens topp vad som skiljer den från kalifornisk hjortråtta. Svansen är bara täckt av några glest fördelade hår och det finns ingen tofs. Pälsen är brun- till gråaktig och vanligen anpassad till markens färg. I områden med stel lava är pälsen mörkgrå.
Arten förekommer i sydvästra USA samt i norra och centrala Mexiko. Den lever i låglandet och i bergstrakter upp till 2100 meter över havet. Gnagaren föredrar ökenliknande områden med buskar, klippiga regioner i låga bergstrakter och landskap med glest fördelade växter. Den besöker även andra habitat.
Peromyscus eremicus äter främst växtdelar som frukter, frön och blommor som kompletteras med insekter. Individer i fångenskap byggde ett näste av bomull när de fick byggmaterialet. Arten skapar ett förråd av föda vid boet. Enligt en studie är den främst aktiv under ljusa nätter. Antagligen kan honor para sig hela året och per kull föds upp till 6 ungar. Ungarna väger vid födelsen cirka 2,5 g, är nakna och blinda. De får tänder efter ungefär 3 dagar, öppnar ögonen efter 15 till 17 dagar och diar sin mor 20 till 22 dagar. Under en annan studie fick ungen 44 dagar di. Exemplar i laboratorium blev efter cirka 39 dagar könsmogna.
Denna gnagare jagas av ugglor och ormar.

## Bildgalleri

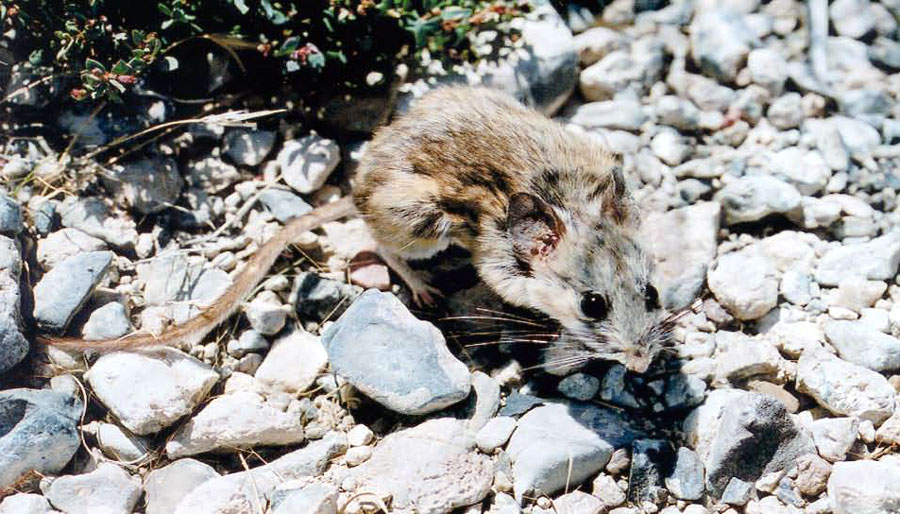